# 南部直政
南部 直政（なんぶ なおまさ）は、江戸時代前期の大名。陸奥国八戸藩の第2代藩主。官位は従五位下・遠江守。

## 生涯
初代藩主・南部直房の長男として誕生。生母は側室の霊松院。三つの幼名が知られており、伯父の南部重信から付けられた武太夫、水口坊別当法明院日栄から付けられた運八、無量院（常泉院栄尊）から付けられた彦八郎がある。
寛文8年（1668年）、父の死により家督を相続する。寛文12年（1672年）、盛岡藩との領境を確定させ、元禄8年（1695年）には初めて領内の人口調査を行った。林鳳岡に師事し儒学・詩文に秀で、南浩然と号し、自作の詩文集『新編文林全集』を編纂するなど（元禄3年（1690年）完成）、学才を以て知られた。しかし延宝年間には「やませ」による不作が重なったことが原因で、早くも藩財政が苦しい状況に追い込まれた。直政の代には、参勤交代の供を命じられた家中武士の負担を軽くする目的で「舫（もやい）」制度が始められた。これは家中の武士に金銭などを拠出させ、必要に応じて支給されるものであった。
貞享4年（1687年）9月将軍徳川綱吉上意により詰衆に列し譜代となる。元禄元年（1688年）から翌元禄2年（1689年）まで将軍の側用人を務めた。
元禄12年（1699年）死去、享年39。跡を養子・通信が継いだ。墓所は東京都港区の金地院にある。死因に関して、八戸立藩を恨む盛岡藩南部家による毒殺説がある。完全に裏付ける史料はない。先代にも盛岡藩南部家の関与が噂されており、幕府による調査が入っている。

## 人物
前述のように学識は非常に高く、側用人時代に綱吉への献上品の封を紐解くための問答を一人で解いてしまい重宝されるなど、才覚に恵まれていたようである。

## 系譜
父母
- 南部直房（父）
- 霊松院 ー 川口源之丞の娘[1]、側室（母）

正室
- 南部行信の娘

子女
- 朽木周綱正室
- 南部勝信正室

養子
- 南部通信 ー 南部重信の子